# 12. armadna skupina (ZDA)
Za druge 12. armadne skupine glejte 12. armadna skupina.
12. armadna skupina (izvirno angleško 12th Army Group) je bila armadna skupina v sestavi Kopenske vojske Združenih držav Amerike med drugo svetovno vojno.
To je bila največja in najmočnejša ameriška vojaška formacija, ki je kdajkoli obstajala (na V-E Day je imela pod okriljem čez 1,3 milijona vojakov). Nadzorovala je večino ameriških enot na zahodni fronti med letoma 1944 in 1945.

## Zgodovina
Armadna skupina je bila uradno ustanovljena 1. avgusta 1944, pri čemer je prevzela operativno poveljstvo nad ameriškimi enotami, ki so sodelovale v operaciji Overlord.
V Normandiji je predstavljala desni bok zavezniških sil, po uspešnem preboju iz Normandije pa je prevzela osrednji del frontne linije.

## Organizacija

### Dodeljene enote
- 1. armada
- 3. armada
- 9. armada
- 15. armada

## Poveljstvo
- General Omar Nelson Bradley: 1. avgust 1944 - 1945